# Филипп де Линь
Филипп де Линь (фр. Philippe de Ligne; 1533—1583), 2-й граф де Линь — военный и государственный деятель Испанских Нидерландов.

## Биография
Сын графа Жака де Линя и Марии ван Вассенар.
Граф де Фокемберг, принц де Мортен, бургграф Лейденский, барон ван Вассенар и Белёй, сеньор де Монтрёй, Оллиньи, Эстамбрюж, Лестрен, Мод на Шельде, Эрзель, Виль, и прочее, советник и камергер короля Испании.
Капитан ста копий в роте Марии Австрийской, в 18 лет получил командование полком из 15 конных сотен. 18 августа 1553 под командованием графа ван Хогстратена участвовал в неудачном для имперцев сражении с войсками коннетабля Монморанси при Тальма. После разгрома фламандской кавалерии во главе отряда жандармов прикрывал отступление основных сил, действовал с большим мужеством и удостоился похвалы правительницы, сказавшей графу, «что честь того дня была спасена храбрыми валлонами, ее лучшими солдатами».
Назначен капитаном сотни шеволежеров, и отличился в 1557 году в битве при Сен-Кантене, где Монморанси был разгромлен и взят в плен. В 1558 сражался в войсках Ламораля Гентского при Гравелине, где фламандское ополчение разгромило и взяло в плен маршала Терма. Получил в этом сражении рану копьем в лицо, над верхней губой. Отметина осталась на всю жизнь.
В 1559 году на капитуле в Генте принят Филиппом II в рыцари ордена Золотого руна.
Луи Морери отмечал, что граф, к 24 годам принявший участие в трех больших сражениях, мог рассчитывать на блестящую военную и государственную карьеру, но из-за продолжительной болезни был вынужден уйти со службы и удалиться в свои владения.
Остался верным королю Испании в период Нидерландской революции, что стоило ему владений в Северных Нидерландах, конфискованных принцем Оранским и Генеральными штатами.

## Семья
Жена (27.03.1559): Маргарита де Лален (ум. 1598), дама де Виль и Померё, дочь Филиппа I де Лалена, графа ван Хогстратен, и графини Анны фон Ренненберг
Дети:
- Ламораль I де Линь (19.07.1563—6.02.1624), принц де Линь. Жена (7.09.1584): Анна-Мария де Мелён (ум. 1634), принцесса д'Эпинуа, дочь Гуго де Мелёна, принца д'Эпинуа, и Иоланды де Барбансон
- Жорж де Линь (ум. 1596), сеньор де Монтрёй
- Анна де Линь (1570—1640). Муж (19.09.1596): Адриен де Гавр, граф де Борьё (ок. 1565—1614)
- Мария де Линь. Муж: Максимильен д'Онньи, граф де Борепер